# ドイツ帝国大学声明
ドイツ帝国大学声明 (ドイツ語: "Erklärung der Hochschullehrer des Deutschen Reiches")とは、第一次世界大戦中の1914年10月16日にドイツ帝国内の大学人がドイツ帝国の勝利を願って出された声明。当時のドイツの大学ほぼ全教員にあたる3000人が署名した。2週前の1914年10月4日に出された93人のマニフェストに続くものであった。文章は神学者ラインホルト・ゼーベルクによって書かれた。
声明では、世界大戦は「ドイツ文化の防衛戦争」であるとし、ヨーロッパ文化全体を救済するために自由なドイツ人とドイツ軍国主義が勝利しなければならないとされた。
これに対してイギリスの大学人による返答『ドイツ大学人への返答』が10月21日にニューヨーク・タイムズに掲載された。

## 主な署名者
署名者は当時のドイツの大学人ほぼ全員であるが、署名者リストは原文に掲載されている。
ベルリン大学
- マルティン・ディベリウス,神学者
- オットー・アイスフェルト,神学者
- フーゴー・グレスマン,神学者
- アドルフ・フォン・ハルナック,神学者
- オットー・フォン・ギールケ,法学
- フランツ・フォン・リスト,刑法学
- カール・ボンヘッファー,精神科医
- ゲオルク・ガフキー,細菌学者
- レオノール・ミカエリス,生化学者
- マックス・ルブナー,衛生学者
- フリッツ・シュトラスマン,化学者
- ハンス・フィルヒョウ,解剖学
- アンドレアス・ホイスラー,中世学
- リヒャルト・コルクヴィッツ,植物学者
- カール・リーバーマン,化学者
- ハインリヒ・リューダース,東洋学者
- アルフレート・メルツ,海洋学者
- エドゥアルト・マイヤー,歴史学者
- クノ・マイアー,ケルト言語学・文学者
- カール・ノイベルグ,生化学者
- フランツ・オッペンハイマー,ユダヤ系社会学者、政治経済学者
- アルブレヒト・ペンク,地理学者
- マックス・プランク,ノーベル物理学賞受賞
- ルートヴィヒ・リース,ユダヤ系歴史学者、お雇い外国人
- アルトゥル・ローゼンベルク,歴史家,ドイツ社会民主党議員
- ハインリヒ・ルーベンス,物理学
- グスタフ・フォン・シュモラー,経済学者
- ヘルマン・アマンドゥス・シュヴァルツ,数学者
- ジーモン・シュヴェンデナー,植物学
- エドゥアルト・ゼーラー,人類学者、言語学者
- ハンス・シュペーマン,ノーベル生理学・医学賞受賞
- ヘルマン・シュトルーベ,天文学
- エミール・ワールブルク,物理学者
- アルトゥール・ヴェーネルト,物理学者
- ウルリヒ・フォン・ヴィラモーヴィッツ＝メレンドルフ,古典文献学
- リヒャルト・ヴィルシュテッター,ノーベル化学賞受賞
- エルンスト・カッシーラー,哲学者
- ルートヴィヒ・クライゼン,化学者
- カール・エーリヒ・コレンス,植物学者・遺伝学
- ハンス・デルブリュック,歴史
- マックス・デソワール,心理学
- ルートヴィヒ・ディールス,植物学
- オットー・ディールス,ノーベル化学賞受賞
- アドルフ・エングラー,植物学
- アドルフ・エルマン,エジプト学者
- ジェイムス・フランク,ノーベル物理学賞受賞者
- フェルディナント・ゲオルク・フロベニウス,数学者。
- アウグスト・グリーゼバッハ,美術史
- ヤン・ヤーコプ・マリア・デ・ホロート,中国学
- フリッツ・ハーバー,ノーベル化学賞受賞
- オットー・ハーン,ノーベル化学賞受賞
- フリードリヒ・ロベルト・ヘルメルト,測地学者、数学者

ボン大学
- ヘルマン・ヤコービ,インド学

ゲッティンゲン大学
- フリードリッヒ・カール・アンドレアス,イラン学
- ダフィット・ヒルベルト,数学者
- エトムント・フッサール,哲学者
- エトムント・ランダウ,数学者
- ゲオルク・エリアス・ミュラー,心理学者
- ヘルマン・オルデンベルク,インド学
- フェリックス・クライン,数学者
- カール・ルンゲ,数学者
- オットー・ヴァラッハ,ノーベル化学賞受賞
- ヴォルデマール・フォークト,物理学
- エミール・ヴィーヘルト,地球物理学

ブラウンシュヴァイク工科大学
- リヒャルト・デーデキント,数学者

ハレ大学
- ゲオルク・カントール,数学者
- ハンス・ファイヒンガー,哲学

ハイデルベルク大学
- エルンスト・トレルチ,神学者、宗教哲学者
- カール・ヤスパース,哲学者
- クリスチャン・バルトロメー,東洋学者
- アルフレート・ヘットナー,地理学
- ヴィルヘルム・ヴィンデルバント,哲学者
- フィリップ・レーナルト,ノーベル物理学賞受賞:ナチ党員。

イエナ大学
- ゴットロープ・フレーゲ、哲学者、論理学者、数学者
- ルドルフ・クリストフ・オイケン,ノーベル文学賞哲学者
- エルンスト・ヘッケル,生物学者
- ヘルマン・ノール,哲学者・教育学者
- ヴィルヘルム・ライン,教育学
- ヴィルヘルム・シュレンク,化学者

マールブルク大学
- ハンス・クロース,構造地質学
- ヘルマン・コーエン,ユダヤ人哲学者
- ニコライ・ハルトマン,哲学者
- ハインツ・ハイムゼート,哲学者
- グスタフ・イェナー,作曲家
- ゲオルク・ミッシュ,哲学者
- パウル・ナトルプ,哲学者
- ヴィルヘルム・フィーエトル,言語教育、音声学

フランクフルト大学
- パウル・エールリヒ、生化学者

ケーニヒスベルク大学
- グスタフ・ラートブルフ,法哲学者、刑法学者、刑事政策家

ロストック大学
- モーリッツ・シュリック,哲学者

ライプツィヒ大学
- ヴィルヘルム・ヴント,生理学者、哲学者、心理学者

アーヘン工科大学
- アウグスト・フォン・ブランディス（英語版）,画家[5]